# 井岡大治
井岡 大治（いおか だいじ、1914年5月4日 - 1993年6月27日）は、日本の政治家。位階は従三位、勲等は勲一等。衆議院議員（9期、日本社会党）。

## 経歴
兵庫県出身。1929年、大阪市電気局に入る。戦後の1945年、大阪交通労組執行委員長に就任。同時に大阪市労組連合会執行委員長も兼務した。1955年の第27回衆議院議員総選挙では大阪2区から左派社会党公認で立候補して初当選した。党内では大阪府連委員長や両院議員総会会長などを務めた。
新東京国際空港（現成田国際空港）開港を妨害を目的とした一坪地主であったが、開港後に反対同盟の北原鉱治のもとを實川清之とともに訪れ、岩手の農協のポストをあてがうことなどを条件に成田空港問題、三里塚闘争の幕引きを図るが物別れに終わる。なお、井岡は1966年の全日空羽田沖墜落事故直後の衆議院本会議で「新しく航空路線を開発するために東京周辺に空港を置くべきでない。東京周辺は御承知のように非常に混乱をいたしております。したがって、富里（成田市の隣接し、当初の空港建設予定地であった）に第二空港を建設されようといたしておりますが、地元の住民は八五％まで反対をいたしております。昨日も県庁で、住民の方々が御陳情なさったことは御存じのとおりであります。千葉県知事は、政府のこの処置に対して不満を表明されております。したがって、私は、東京周辺に第二空港を設けるべきでない」と訴え、更に遠隔地での空港建設を訴えていた。
1983年の第37回衆議院議員総選挙には立候補せず引退した（後継者は左近正男）。
1984年11月の秋の叙勲で勲一等に叙され、瑞宝章を受章する。
1993年6月27日、死去した。79歳没。同年7月6日、特旨を以て位記を追賜され、死没日付をもって従三位に叙された。